# Gilligans Insel
Gilligans Insel (Originaltitel Gilligan’s Island) ist eine amerikanische Sitcom, die von 1964 bis 1967 auf dem Fernsehsender CBS erstausgestrahlt wurde. Sie schildert die Abenteuer sieben schiffbrüchiger Amerikaner, die auf einer Südseeinsel gestrandet sind, und ist so dem Genre der Robinsonade zuzuordnen.
Die 36 Folgen der ersten Staffel wurden noch in Schwarzweiß gedreht, die übrigen 62 in Farbe.

## Handlung
Vor der erzählten Zeit der ersten Episode war die S.S. Minnow, ein Ausflugsboot aus Honolulu, bei einer auf drei Stunden angelegten Vergnügungsfahrt in einen tropischen Sturm geraten. Das Boot strandet mit zwei Besatzungsmitgliedern (Skipper Jonas Grumby und sein Maat Willy Gilligan) und fünf Passagieren auf einer unbewohnten Tropeninsel, und die darauf folgenden Episoden behandeln das Leben der Schiffbrüchigen auf ihrer Insel und ihre vergeblichen Versuche, sie zu verlassen.
Die Vorgeschichte der Serie und ihrer Protagonisten sollte ursprünglich in einer Pilotfolge erzählt werden. Nachdem diese im November 1963 abgedreht war, entschieden sich die Produzenten jedoch, einige Charaktere bedeutend umzuschreiben und auch einige Rollen umzubesetzen. Die Original-Pilotfolge wurde erst 1993 auf dem Sender TNT gesendet. Stattdessen begann nun die erste (daher häufig fälschlich als Pilotfolge bezeichnete) Episode am Strand von Gilligans Insel. Die Gestrandeten kommen zu sich, und ihr Schicksal wird dem Zuschauer in einem Voice-Over als Radiomeldung vermittelt. Solche Radiomeldungen kamen als Handlungselemente in den weiteren Folgen häufig vor – das Funkgerät der S.S. Minnow war bei der Havarie zerstört worden, nicht aber das tragbare Transistorradio, und so sind die Schiffbrüchigen gut über die Außenwelt informiert.
Die Zeichnung der sieben Charaktere entspricht gängigen Rollenklischees nicht nur der amerikanischen Gesellschaft, sondern vor allem ihrer Überzeichnung in Film und Fernsehen. Die fünf Passagiere der S.S. Minnow sind so ein sagenhaft reicher Millionär nebst Gattin, ein genialer Professor, eine Filmdiva und eine „Unschuld vom Lande“. Ihre standardisierten Handlungsmuster machten den Plot der Episoden zwar meist allzu vorhersehbar, trugen aber so maßgeblich zur Popularität der Serie auch bei Kindern bei.

### Traumsequenzen
Traumsequenzen dienten den Machern der Serie häufig dazu, die Genregrenzen der Robinsonade zu überschreiten und andere Genres zu parodieren. Diese Inter- oder auch Hypertextualität lässt die Serie teils recht postmodern anmuten. Meist träumt sich Gilligan in eine mehr oder minder absurde Figur hinein – Traumavatare Gilligans sind etwa
- Lord Admiral Gilligan, der gegen Piraten kämpft
- der Geheimagent 014 (eine Parodie auf James Bond/007)
- ein dämlicher Vampir, der vor „Inspektor Sherlock“ (Der Professor) und Watson (Skipper) auf der Flucht ist
- Sheriff einer Wildweststadt, der eine Ente vor dem Appetit der Bewohner beschützt.
- in einer Episode wird Gilligan als Dr. Jekyll vor einem Gericht angeklagt; seine Verteidigerin Mary Poppins findet heraus, dass er sich jedes Mal in Mr. Hyde verwandelt, wenn über Essen gesprochen wird.

Auch die anderen Charaktere haben gelegentlich Träume. „Lovey“ Howell träumt sich etwa in die Rolle von Aschenbrödel, Gilligan erscheint als die Gute Fee.

### Besucher auf der Insel
Gilligans Insel wurde im Laufe der 98 Episoden recht häufig von verschiedenen Besuchern aufgesucht. Es ist dabei eine der unwahrscheinlicher erscheinenden Prämissen der Serie, dass im Gegensatz zu den sieben Schiffbrüchigen alle Besucher die Insel wieder verlassen können, die Außenwelt aber nicht über den Verbleib der sieben Gestrandeten in Kenntnis setzen. Unter anderen tauchten folgende Figuren auf Gilligans Insel auf:
- polynesische Ureinwohner (die im Besitz von Funkgeräten sind; dennoch scheint keinem der Gedanke zu kommen, einen Rettungsruf zu senden)
- ein Hollywood-Produzent. Er stiehlt den Schiffbrüchigen die Idee zu einer Musical-Version von Hamlet und lässt sie darauf auf der Insel zurück, um ihnen keine Tantiemen zahlen zu müssen. Die Rolle wurde von Phil Silvers gespielt, der auch tatsächlich Produzent der Serie war.
- die Rock’n’Roll-Band The Mosquitoes (gespielt von den Wellingtons, die das Titellied der Serie eingespielt hatten)
- ein exilierter südamerikanischer Diktator
- ein Großwildjäger (gespielt von Rory Calhoun)
- der Flugpionier „Wrong-Way Feldman“ (gespielt von Hans Conried; die Figur ist dem realen Flieger „Wrong Way“ Corrigan nachempfunden)
- ein japanischer Soldat in einem Ein-Mann-U-Boot, der im Glauben ist, der Zweite Weltkrieg sei noch im Gange (gespielt von Vito Scotti)
- ein verrückter Wissenschaftler (ebenfalls von Vito Scotti gespielt)
- in einer an das Dschungelbuch angelehnten Folge trifft Gilligan auf ein Wolfskind (gespielt vom jungen Kurt Russell)
- ein Geist (gespielt von Richard Kiel, der später als „Der Beißer“ in zwei James-Bond-Filmen berühmt wurde)

## Die Protagonisten

### Gilligan
Gilligan ist der erste Maat der S.S. Minnow und der eigentliche Held der Serie. Sein Markenzeichen ist eine weiße Matrosenmütze. Er ist gutmütig und ausgesprochen einfältig. Er war es auch, der den Schiffbruch mit verschuldet hat, denn der Skipper hatte ihn angewiesen, den Anker auszuwerfen, was Gilligan auch tat – allerdings ohne zuvor den Anker am Schiff zu vertäuen. Gilligans Dummheiten vereiteln auch ein ums andere Mal die Versuche der Schiffbrüchigen, die Insel zu verlassen. Dennoch wird ihm vor allem von den Damen auf der Insel viel Zuneigung entgegengebracht.
Gilligans voller Name war lange Gegenstand von Spekulationen. Alan Hale Jr. hat mehrfach angegeben, er habe immer geglaubt, dass Gilligans Nachname „Davis“ laute. In einer Episode der Serie stellt der Professor Gilligan einer hübschen Südseeinsulanerin vor. Als diese etwas verstört lächelt, fügt er dem Vornamen den Nachnamen „Hohople“ hinzu, um die Form zu wahren. Wegen dieser Episode nahmen viele Fans lange an, Gilligans Familienname sei tatsächlich „Hohople“. Im Jahr 2004 wurde der Fall gelöst, als die erste Staffel der Serie auf DVD erschien. In der angefügten Dokumentation (Before the Three Hour Tour) wurde festgestellt, dass Gilligans voller Name Willy Gilligan ist.

### Der Skipper
Der Skipper (Kapitän) der S.S. Minnow heißt Jonas Grumby, doch nach der ersten Staffel wurde er grundsätzlich schlicht mit „Skipper“ angesprochen. Er ist ein verantwortungsvoller und vernünftiger Mann und am ehesten befähigt, die Führung der Schiffbrüchigen zu übernehmen; häufig treiben ihn Gilligans Narreteien jedoch an den Rand eines Wutausbruchs.

### Thurston Howell III
Thurston Howell III ist so außerordentlich reich, dass er auf die auf drei Stunden angelegte Vergnügungsfahrt mehrere Zehntausend Dollar mitgenommen hatte. Auf Gilligans Insel wedelt er daher gerne mit Banknotenbündeln, vergisst dabei aber, dass ihm all sein Geld auf der Insel nichts hilft. Andererseits akzeptieren die anderen Schiffbrüchigen wie selbstverständlich, dass Howell sich weigert, irgendwelche Arbeiten zu verrichten.

### Eunice Howell
Eunice Howell, Kosename „Lovey“, ist die Ehefrau Thurston Howells. Als Millionärsgattin erscheint ihr Verhalten gelegentlich versnobt, doch im Herzen ist sie eine gutmütige und wohlmeinende Person.

### Ginger Grant
Ginger Grant ist ein Hollywood-Sternchen mit entsprechenden Allüren. Schon ihr Name deutet auf ihre Rolle hin, denn er setzt sich aus den Namen von Ginger Rogers und Cary Grant zusammen, zwei Stars der „Goldenen Zeit“ Hollywoods. Sie lässt sich im Gespräch oft über andere (reale) Stars aus, um den Eindruck zu erwecken, sie sei mit ihnen bekannt und befreundet. Ursprünglich hatten die Produzenten der Serie sie als sarkastisch-scharfzüngigen Vamp geplant, doch die Schauspielerin Tina Louise weigerte sich, die Rolle so zu spielen. Man einigte sich schließlich auf einen Charakter, der nach Louises Beschreibung charakterlich zwischen Marilyn Monroe und Lucille Ball lag und deren Styling an Myrna Loy erinnerte.
In mehreren Episoden wird eine mögliche Liebesbeziehung zwischen Ginger und dem Skipper angedeutet oder angebahnt, doch da die moralischen Befindlichkeiten in den 1960er-Jahren, zumal bei einer Familiensendung, noch recht beengend waren, durfte aus dieser Tändelei nie ein Verhältnis werden.

### Mary Ann Summers
Mary Ann Summers ist die stereotypische Unschuld vom Lande, das All-American Girl. Sie ist dem Charakter der Dorothy aus Der Zauberer von Oz nachempfunden und kommt daher ebenso aus Kansas, genauer gesagt aus Winfield, wo sie ganz alleine eine Farm betrieb. So ist es auch sie, die auf der Insel einen Gemüsegarten anlegt und alle Mahlzeiten kocht (meist Fisch oder Kokostorte).
Ginger Grant ist ihr eine Freundin, auch wenn diese sie häufig mit Herablassung behandelt. Da Mary Ann aber ebenso naiv wie gutmütig ist, nimmt sie dies kaum wahr. Sie ist zudem gelegentlich das Objekt wenn nicht der Begierde, so doch der Zuneigung sowohl Gilligans als auch des Professors. Wie aber auch im Fall von Ginger und dem Skipper werden diese Liebeleien nur angedeutet.

### Professor Roy Hinkley, Jr.
Professor Roy Hinkley, Jr. hat nicht weniger als sechs akademische Titel und ist daher vielseitig beschlagen. Sein Spezialgebiet ist die Botanik, aber oft baut er aus den wenigen auf der Insel verfügbaren Materialien technische Apparaturen, die das Leben erleichtern oder zur Flucht verhelfen sollen. Er ist der besonnenste der Gruppe und übernimmt in kritischen Situationen auch gelegentlich ihre Führung.

## Wirkungsgeschichte
Gilligan’s Island wurde von den zeitgenössischen Kritikern einhellig verrissen, erfreute sich aber großen Zuspruchs beim Publikum und erzielte recht hohe und stabile Einschaltquoten. Dennoch wurde die Serie nach drei Staffeln abgesetzt. CBS hatte zuvor die Einstellung der noch erfolgreicheren Serie Rauchende Colts angekündigt, die Entscheidung aber nach massiven Protesten der Zuschauer zurückgenommen, und so musste Gilligan’s Island seinen montagabendlichen Sendeplatz räumen, um für die Fortsetzung des Western-Formats Platz zu schaffen. Die letzte Folge von Gilligan’s Island lief am 4. September 1967, und entgegen allen Erwartungen wurden die Gestrandeten auch in dieser letzten Episode nicht von ihrer Insel gerettet.
Die Serie lief dann in den folgenden Jahren auf verschiedenen Sendern als Wiederholung. Erst in den siebziger Jahren fiel es Bob Denver nach eigener Aussage auf, dass die Serie nicht vom Bildschirm verschwand, und bis in die heutige Zeit ist sie ein beliebtes Füllsel für Programmlücken vor allem im Vormittagsprogramm geblieben. So sind mittlerweile Generationen von Amerikanern mit der Serie großgeworden, und sie stellt wohl einen der bekanntesten populärkulturellen Mythen der USA dar. So ist etwa „Ginger or Mary Ann?“ eine gängige Frage, wenn es darum geht, welchen Frauentyp Männer bevorzugen.
Das Image der Darsteller wurde von der Serie so nachhaltig geprägt, dass sie in späteren Filmprojekten meist nur Rollen spielten, die denen in der Serie entsprachen. Insbesondere Tina Louise, die dem Vernehmen nach die Starallüren ihrer Rolle durchaus teilte, machte dieses Type-Casting für das Scheitern ihrer weiteren Schauspielkarriere verantwortlich. Bob Denver hingegen hatte als einer der beliebtesten Komödianten der USA bis zu seinem Tod ein gutes Auskommen.

## Ableger
1973 produzierte Sherwood Schwartz die Serie Dusty’s Trail, die ähnliche Figuren wie die von Gilligans Insel in einem Planwagen in der Zeit des Wilden Westens vereint. Bob Denver spielte wiederum die Hauptrolle. Nach nur 26 Folgen wurde Dusty’s Trail jedoch abgesetzt.
Von 1974 bis 1977 wurde die erfolgreiche Zeichentrickserie Gilligans Insel (The New Adventures of Gilligan) ausgestrahlt; sie übertrug das Format recht originalgetreu. Bis auf den Part der Ginger Grant und Mary Ann Summers wurden die Charaktere auch von den Schauspielern der alten Serie synchrongesprochen.
Wegen der anhaltenden Popularität der Serie ließ CBS 1978 den Fernsehfilm Rescue from Gilligan’s Island drehen. Er wurde in zwei Teilen am 14. und 21. Oktober des Jahres ausgestrahlt. Mit Ausnahme von Tina Louise nahm die gesamte ursprüngliche Besetzung der Serie teil; der Part der Ginger Grant wurde von Judith Baldwyn gespielt. In dem Film werden die sieben Schiffbrüchigen tatsächlich von der Insel gerettet, und zwar durch eine Scheibe eines sowjetischen Satelliten, die der Professor für sein Barometer verwendet, womit er eine Sturmflut vorhersehen kann, die sie in ihren Hütten auf See bringt. Als Gilligan auf dem Boot einen Fisch dünsten will, macht er Feuer auf der Hütte, vergisst jedoch, dass Holz brennt. Durch den Rauch wird die Küstenwache alarmiert und die sieben können gesehen werden. Bei der Rettung werden die sieben von zwei Agenten gesehen (gemeint sind sowjetische Agenten, Iwan und Dimitri, beide sprechen mit russischem Akzent und wenn sie gezeigt werden, erklingt eine Adaption des Liedes der Wolgaschlepper, die Wörter „Russisch“ oder „Sowjetunion“ kommen aber im ganzen Film nicht vor). Sie wollen die Scheibe zurückhaben und verfolgen Gilligan, der sie am Hals trägt. Skipper und Gilligan versuchen später, das Geld für ihr neues Schiff von der Versicherung zu erhalten. Alle Teilnehmer müssen mit ihrer Unterschrift bestätigen, dass der Schiffbruch nicht Skippers Schuld und damit kein Versicherungsbetrug war. Beim Treffen haben die Helden aber festgestellt, dass sie sich nicht mehr in ihr Leben vor dem Schiffbruch gewöhnen können oder wollen. Für ein „Klassentreffen“ treffen sich die sieben zur Weihnachtszeit auf Skippers neuem Boot, der S.S. Minnow 2 – und geraten wieder in einen Sturm und stranden wieder auf derselben Insel. Ursprünglich sollte der Film den Pilotfilm für einen Relaunch der Serie darstellen, doch wurde dieser Plan dann verworfen.
1979 folgte der Fernsehfilm The Castaways of Gilligan’s Island, in dem die sieben erneut gerettet werden. Die Howells eröffnen auf der Insel sodann ein exklusives Ferienresort, die anderen fünf sind als stille Teilhaber vor Ort. Auch dieser Film war als Pilot für eine leicht veränderte Neuauflage der Serie gedacht, bei dem (ähnlich wie bei Love Boat, dem amerikanischen „Traumschiff“) jede Woche andere, von prominenten Darstellern gespielte Gäste auf der Insel logieren sollten, doch wurde auch aus diesem Plan nichts.
Der wohl absurdeste Nachfolger war 1981 der Fernsehfilm The Harlem Globetrotters on Gilligan’s Island. Darin tauchen zwei Bösewichte (Martin Landau und Barbara Bain, die auch in Kobra, übernehmen Sie und Mondbasis Alpha 1 gemeinsam spielten) auf der Insel auf und versuchen eine wertvolle, aber unbekannte Substanz zu finden. Ihr Unterfangen wird letztlich von den Harlem Globetrotters, einer Basketball-Showtruppe, durchkreuzt. Jim Backus hatte zu dieser Zeit bereits mit schweren Gesundheitsproblemen zu kämpfen und trat daher nur kurz am Ende des Films in Erscheinung – diesmal aber mit dem Erben des Familienimperiums, der natürlich den Namen Thurston Howell IV. trägt.
1982 startete mit Gilligan’s Planet ein Ableger zweiter Ordnung. In dieser Zeichentrickserie gelingt es den Protagonisten von The New Adventures of Gilligan ein Raumschiff zu bauen und damit die Insel zu verlassen, doch bei ihrem Rettungsversuch stranden sie auf einem unbekannten Planeten. Auch bei dieser Serie waren die Synchronsprecher mit Ausnahme von Tina Louise die Schauspieler der ursprünglichen Serie.
Laut Sherwood Schwartz sollte 2011 bzw. 2012 ein neuer Gilligan’s-Island-Film entstehen.

## Zitate in anderen Sendungen und Serien
Da Gilligan’s Island ein den meisten Amerikanern gut bekannter Stoff ist, verwundert es nicht, dass die Serie häufig zitiert und parodiert wurde und sich sogar mit anderen fiktionalen Welten vermischte.
- Der jüngste Sohn der Familie Griffin aus der Zeichentrickserie Family Guy heißt im Angedenken an Gilligan mit vollem Namen Stewart Gilligan Griffin. (Allerdings war Gilligans Mannschaftsgrad nicht Steward, sondern erster Maat.)
- In der Alf-Folge Reif für die Insel ist Alf ein großer Fan der Serie. In einer Traumsequenz ist er Teil der Gilligans.
- Ähnlich ergeht es auch Eddi in der Folge Die Schiffbrüchigen in der zweiten Staffel von Baywatch – Die Rettungsschwimmer von Malibu: Während einer Bewusstlosigkeit infolge eines Sturzes träumt auch er davon, mit seiner Freundin Shaunie auf einer einsamen Insel Schiffbruch zu erleiden. Dort treffen die beiden auf Gilligan und sein Gefolge. Douglas Schwartz, der Schöpfer von Baywatch, ist übrigens mit jenem von Gilligan's Island verwandt.
- In der 1995 ausgestrahlten letzten Folge der 7. Staffel von Roseanne gibt es eine ähnlich denkwürdige Szene: Die Darsteller dieser Sitcom werden in einer Traumsequenz zu den Darstellern von Gilligans Insel: Dan wird zum Skipper, Darlene wird Mary Ann, Roseanne zu Ginger, Jackie wird Gilligan, Leon und Bev zu Mr. und Mrs. Howell. In der nächsten Einstellung nehmen dann im Gegenzug die überlebenden Darsteller von Gilligans Insel die Rollen ihrer Pendants im Set von Roseanne ein. Es war der letzte gemeinsame Auftritt von Bob Denver, Russell Johnson und Dawn Wells. Auch Tina Louise wirkte mit. Am Ende wurde die vierte Wand durch Tina Louise durchbrochen und Sherwood Schwartz kam ins Set.
- In Disneys Darkwing Duck wurde in Folge 46 (Das Wirrfuss-Programm) eine Szene aus Gilligans Insel parodiert. Sie läuft als Fernsehserie im Haus der Hauptcharaktere.
- In dem dystopischen Thriller Running Man mit Arnold Schwarzenegger spricht der Fernsehmoderator Damon Kilian bei einem Telefongespräch mit Vertretern der totalitären Regierung davon, dass man „höhere Zuschauerquoten nicht mit Wiederholungen von Gilligan’s Island erreicht“. Kilian beschreibt die Serie als "Das ist der eine mit den Boot".
- In der Sitcom King of Queens versucht Doug Heffernan seine Frau Carrie mit einem Vergleich aus Gilligans Insel davon zu überzeugen, seinen Schwiegervater Arthur mit dessen Halbbruder zusammenziehen zu lassen. „Verstehst du denn nicht? Wir sind auf Gilligan’s Island und auf der anderen Seite der Insel befindet sich ein Boot. Segle mit mir fort Carrie!“ (Folge Der Affenjunge).
- In der King-of-Queens-Folge Die Nulldiät ist die Titelmelodie von Gilligans Insel im Fernseher zu hören, woraufhin Doug sagt: „Oh my god. I’m fatter than the Skipper.“ In der deutschen Synchronfassung sagt Doug „Oh mein Gott, ich bin fetter als Hoss Cartwright.“,  was darauf zurückzuführen ist, dass Bonanza im deutschsprachigen Raum einen höheren Bekanntheitsgrad hatte als Gilligans Insel.
- Ebenso verwendet auch bei den Simpsons die Produzentin der Soap, bei der Moe Szyslak für eine Rolle vorspricht, einen Vergleich aus Gilligans Insel: „Ich wollte eine Mary Ann aus Gilligan’s Island – hässlich…“.
- In dem Film Galaxy Quest – Planlos durchs Weltall versucht Gwen DeMarco (Sigourney Weaver) den außerirdischen Thermianern begreiflich zu machen, dass es sich bei der Science-Fiction-Fernsehserie Galaxy Quest nicht um „historische Dokumente“ handelt. Sie versucht das zu verdeutlichen, indem sie sagt: „Sicher denken Sie nicht, dass Gilligans Insel eine…“. Sie stockt, weil die Thermianer betroffen zu Boden blicken. Daraufhin sagt deren Anführer Mathesar: „Oh, diese armen Menschen!“ Damit ist klar, dass die Thermianer Gilligans Insel zwar gesehen haben, aber ebenfalls für „historische Dokumente“ halten. Ihnen ist also das Konzept einer fiktionalen Handlung vollkommen fremd.
- How I Met Your Mother: Nachdem Robin und Barney Sex hatten, reden sie von einer dreistündigen Bootsfahrt und davon, dass diese doch nicht so schlimm werden kann. Daraufhin sagt Barney: „Ich glaube das hat auch Gilligan gesagt.“
- Bones – Die Knochenjägerin: Zu Beginn von Staffel 8, Folge 16 (Der Körper im Koffer) löst Booth am Frühstückstisch ein Kreuzworträtsel. Als Bones sich einmischt und schließlich das Rätsel selbst zu lösen versucht, erkennt Booth, dass Bones Gilligans Insel nicht kennt, und macht sich darüber lustig.
- In dem Film Cast Away – Verschollen aus dem Jahre 2000 fällt der Satz: „Kokosnüsse sind ein natürliches Abführmittel. Das sind Dinge, die Gilligan uns nicht erzählt hat.“

## Musical
Es existierte auch ein Musical über die Serie, in dem es um eine Rettung von der Insel geht. Das Stück wurde von Sherwood Schwartz geschrieben zusammen mit seinem Sohn Lloyd, seiner Tochter Hope und deren Ehemann, Laurence Juber, Ex-Wings-Gitarrist, der auch die Musik geschrieben hat. Es wurde in Los Angeles uraufgeführt. Die Rolle von Gilligan spielte Grant Rosen.

## Gilligans Insel in der Literatur
Auch in der Literatur hat Gilligans Insel Spuren hinterlassen. In Thomas Pynchons Roman Die Enden der Parabel gibt es unter anderem den Plan zu einer Sitcom namens „The Komical Kamikazes“, in der die beiden auf einer einsamen Insel stationierten japanischen Kamikaze-Flieger und ihr verrückter Funker ihres selbstmörderischen Einsatzes harren. In Vineland (1989), einem Roman desselben Autors, singt der Protagonist immer dann die Einleitungsmusik der Serie, wenn er Geisteskrankheit vortäuschen will. In David Foster Wallaces Roman The Broom of the System gibt es eine Gilligan-Themenbar.
2003 veröffentlichte Tom Carson eine ausgesprochen postmoderne Version des Stoffes. Sein Erstlingsroman Gilligan’s Wake lehnt sich nicht nur im Titel an James Joyce’ Finnegans Wake an. Darin sinniert etwa Mary Ann:
„Ja, die Insel ist schön; besonders nachts, wenn die Sterne am Nachthimmel aufgehen. Aber wir sind jetzt seit vierzig Jahren hier… wie auch immer: wir haben es nicht geschafft, diese g***verdammte Insel zu verlassen.“
Und letztlich kommen die Gestrandeten auch auf den Grund, warum sie die Insel nie verlassen dürfen:
„Ginger war die erste, die darauf gekommen ist, dass wir fiktionale Figuren sein müssen.“

## Ausstrahlung in Deutschland
Im Juli 1966 strahlte die ARD im Vorabendprogramm „ARD vor 8“ 13 synchronisierte Folgen der Serie aus. Es handelte sich um folgende Episoden:
1. Zwei auf einem Floß (Two on a raft)
2. Hüttenbau (Home sweet hut)
3. Aberglaube (Voodoo something to me)
4. Hypnose (Goodnight, sweet skipper)
5. Die Goldmine (The big gold strike)
6. Um 3 Millionen Dollar (Three million dollars or less)
7. Der Drachen (St. Gilligan and the dragon)
8. Romanze (The matchmaker)
9. Geheimnisvolle Stimmen (New neighbor Sam)
10. Das Götzenauge (Three to get ready)
11. Die Erfindung (Physical fatness)
12. Zauberei (It’s magic)
13. Die geschwollene Nase (A nose by any other name)

Hierzulande sprachen Martin Hirthe (Skipper) und Wolfgang Draeger (Gilligan). Die Serie wurde dann erneut von 1967 bis 1986 im Vorabendprogramm wiederholt.

## Sonstiges
- In Folge 96 (The Pigeon) wird die Lage von Gilligans Insel genannt. Demnach befindet sie sich 300 Meilen südöstlich von Honolulu. Dies entspräche in etwa der geografischen Lage 18° 2′ N, 154° 7′ W. Die Insel läge demnach kaum 120 km von der Insel Hawaii entfernt. In einer anderen Folge gibt der Professor die Lage der Insel hingegen mit 10° 0′ N, 110° 7′ W an. Demnach läge sie rund 5000 km südöstlich von Hawaii.
- Die Serie wurde im Echo Park in Los Angeles abgedreht; gelegentlich kann man in der Tonspur Motorengeräusche von einer nahe gelegenen Autobahn hören. Heute befindet sich an Stelle der Lagune ein Parkplatz. Die Eröffnungssequenz der Serie wurde hingegen auf Coconut Island und die Pilotfolge auf der Hawaii-Insel Kauaʻi gedreht.[2]
- Die M.S. Minnow wurde nach Newton N. Minow benannt, dem damaligen Vorsitzenden der Federal Communications Commission. Minow hatte 1961 in einer heute berühmten Rede (The Wasteland Speech) das amerikanische Fernsehen als eine „riesige Ödnis“ bezeichnet. Sherwood Schwartz, der Erfinder der Serie, sagte, mit dieser Äußerung habe Minow das Fernsehen ruiniert.
- Die Eröffnungsmusik wurde zweimal und der Text der Eröffnung dreimal geändert. In der erst 1993 auf dem Sender TNT ausgestrahlten Original-Pilotfolge singt ein Sir Lancelot einen Text zu einem Calypso-Rhythmus.[3] Nach der ersten Staffel wurde dann die Eingangsmusik verändert und der darauf unterlegte Text unterlief zwei Veränderungen. Während in der ursprünglichen Fassung nur fünf Protagonisten namentlich genannt wurden, wurden Mary Ann und der Professor nur als the Rest erwähnt. Nachdem sich auch diese beiden Charaktere unerwarteterweise als sehr populär erwiesen hatten, änderte man den Text, so dass auch „der Rest“ namentlich genannt wurde.
- Im Mai 1991 veröffentlichte der Automatenhersteller Midway einen Gilligan’s-Island-Flipperautomaten. Dieser wurde als erster Flipper aus der Firmengruppe Williams/Bally mit einem Dot-Matrix-Display auf den Markt gebracht, auch wenn der Hersteller schon zu einem früheren Zeitpunkt einen anderen Flipper mit einer solchen Punkteanzeige entworfen hatte.[4]